# مگنتون هسته‌ای
مگنتون هسته (علامت {\displaystyle \mu _{\mathrm {N} }\!}) ثابت فیزیکی گشتاور مغناطیسی است و بدین گونه تعریف می‌شود:
{\displaystyle \mu _{\mathrm {N} }={{e\hbar } \over {2m_{\mathrm {p} }}}}
که در اینجا:
{\displaystyle e\!} بار الکترون است،
{\displaystyle \hbar } ثابت پلانک است،
{\displaystyle m_{\mathrm {p} }\!} جرم ثابت پروتون است.
و در سامانه استاندارد بین‌المللی یکاها اندازه آن حدود:
J·T-۱ {\displaystyle \mu _{\mathrm {N} }\!} =۵٫۰۵۰ ۷۸۳ ۲۴(۱۳) × ۱۰-۲۷
مگنتون هسته‌ای یک یکای طبیعی برای بیان اهمیت دوقطبی‌های مغناطیسی ذرات سنگین مانند ذرات هسته‌ای و هسته اتم است.